# Banc de Badalona
El Banc de Badalona va ser una entitat bancària catalana amb seu a la ciutat de Badalona, existent entre 1921 i 1948. D'ençà el 1928 va ser filial del madrileny Banco Central, tret d'uns anys que va estar en mans de l'Hispano Colonial.

## Història

### Fundació
Va constituir-se el 12 de desembre de 1921 de la mà d'uns badalonins, tenint com a ànima a Josep Sió i Serra, que n'esdevingué director general i membre del primer consell d'administració. El capital era d'un milió de pessetes, meitat en dipòsit efectiu i la resta en subscripcions de finques hipotecades. El context en què es crea és de crisi econòmica i bancària, en un ambient de desconfiança envers les institucions financeres. La nova entitat va absorbir l'oficina del Banc de Terrassa, que havia estat oberta el 1919. Aquesta oficina, situada al carrer de Prat de la Riba, 4, va esdevenir la seu central del banc. El 1922 va donar-se d'alta a l'Associació de Banquers de Barcelona i fou inscrit a la Comissaria de la Banca Privada, que va publicar-ne els balanços.
El primer consell d'administració va ser el següent:
- President: Josep Planas i Planas
- Vicepresident: Pere Clarós i Cairó
- Secretari: Enric Clapés i Massons
- Vocals: Josep Arquer i Figuerola, Joan Flò i Massons, Jacint Galceran i Vehils, Lluís Ysamat i Lazzoli i Josep Vergés i Vallmajor
- Director: Josep Sió i Serra

### Filial del Banco Central
El fons de mig milió inicialment va augmentar fins a 635.000 pessetes gràcies a la creació de reserves, donant a entendre que beneficis i dividends eren correctes. Els dipòsits van arribar fins als 4,5 milions de pessetes i la inversió es va concentrar especialment en la cartera d'efectes fins a 90 dies. Pel que sembla, la demanda d'un dividend passiu del 10% del capital (el desemborsament d'unes 100.000 pessetes) l'any 1927 i un descens dels dipòsits van provocar cert nerviosisme i es van iniciar converses amb el Banco Central, que van portar el 1928 a la venda d'un paquet majoritari del capital al banc madrileny, esdevenint-ne el Banc de Badalona una filial, però sense perdre la titularitat de l'entitat. Durant aquesta nova etapa es van obrir noves oficines a Santa Coloma de Gramenet (1930), Sant Adrià de Besòs (1933) i el Masnou (1934).
El Central no va absorbir l'entitat en un primer moment, va mantenir l'autonomia jurídica, però va nomenar representants de les seves accions al consell d'administració. El 1934, i durant uns anys, el Banc de Badalona va passar a ser filial del Banc Hispano Colonial, però després retornar al Central.

### Absorció
Finalment, el 1946 es va anunciar l'absorció de l'entitat, que es va dur a terme el 30 de desembre de 1948, després de ser aprovada per la Junta General d'accionistes. L'oficina central i les altres tres es van convertir en sucursals del Banco Central. En el moment de l'absorció el banc tenia un fons de 2,4 milions i dipòsits per valor de 48 milions de pessetes. N'era president Joan Flò i Massons, mentre que la direcció continuava en mans de Josep Sió.